# Friedrich Hecker
Friedrich Karl Franz Hecker, født 28. september 1811 i Eichtersheim, Baden, død 24. marts 1881 i Summerfield, Illinois, var en tysk revolutionsmand.
Han blev 1838 Advokat i Mannheim og valgtes 1842 til andet
Kammer, hvor han høi te til den yderligste
Opposition; det var ham, som 1845 bragte det
siesvig-holstenske Spørgsmaal paa Omtale i
Kamret. Da han s. A. tillige med sin
Meningsfælle Itzstein besøgte Berlin, blev de udviste
herfra. Septbr 1847 var han sammen med G.
Struve Leder for Folkeforsamlingen i
Offen-burg, hvor det radikale Program fastsattes, og;
Marts 1848 begyndte han straks Agitation for
at omdanne Tyskland til en Republik. 11. Apr.
forsøgte han * endog et Oprør, som dog hurtig
blev undertrykket, og han maatte selv flygte
til Schweiz og drog Septbr til Nordamerika.
Herfra vendte han dog tilbage paa Budskabet
om, at der Maj 1849 var udbrudt Revolution i
Baden, men naaede kun til Strassburg, da den
allerede var forbi, og tyede igen til
Nordamerika, hvor han bosatte sig som Landmand
i Illinois. Ved Præsidentvalgene 1856 og 1860
var han en virksom Agitator bl. Tyskerne for
det republikanske Parti, og da Borgerkrigen
udbrød 1861, førte han et tysk Regiment, først i
Missouri, senere i Kentucky; en Tid lang førte
han endog en Brigade, men tog Afsked 1864,
da han ikke blev forfremmet. Efter at hans
Forvisning fra Baden var hævet 1868, gjorde
han 1873 et Besøg i Tyskland, men fandt sig
ikke tilpas her og drog tilbage til Nordamerika.